# Jean Chaput
Pour les personnes portant le même patronyme, voir Chaput.
Jean Chaput (17 septembre 1893 à Paris - 6 mai 1918 à Welles-Pérennes) est un as de l'aviation français de la Première Guerre mondiale au cours de laquelle il remporte seize victoires homologuées.
Il est enterré au cimetière de Tonnerre dans l'Yonne.

## Biographie
Jean Chaput, fils du chirurgien Henri Chaput, s'engage dans l'armée en 1913, où il sert dans l'infanterie avant d'être transféré dans l'Aéronautique militaire en 1914. Il suit une formation de pilote et reçoit son brevet de pilote en militaire en février 1915. Il est immédiatement affecté à l'Escadrille 28, au sein de laquelle il remporte sa première victoire le 12 juin 1915, aux commandes d'un Caudron, ce qui lui vaut de recevoir la Médaille militaire. Trois jours plus tard, le 15 juin, il est blessé au combat. Blessé à nouveau le 10 juillet, il ne reprend du service qu'en janvier 1916. Il est fait Chevalier de la Légion d'honneur en 1916. En août 1916, il est à nouveau blessé et ne reprend le service qu'en mai 1917.
Ses succès lui valent d'être promu successivement au grade de sergent, puis à celui de lieutenant en mars 1916. Il remporte deux nouvelles victoires, les 18 mars et 30 avril, avant d'être transféré à l'Escadrille 57 (en), en mai 1916. Entre le 22 mai et le 23 juillet, il abat un ballon d'observation et quatre avions allemands. Le 24 août, il est à nouveau grièvement blessé, et ne pourra retourner au combat avant le début de l'année 1917.
Le 5 avril 1917, il remporte un doublé ainsi que deux nouvelles victoires en mai et en juin 1917. Le 14 juin 1917, il reçoit la grande médaille d'or de l'Aéro-Club de France, avec un certain nombre de pilotes de guerre - mais il n'est pas présent lors de la cérémonie et la photo officielle. Il partage la dernière victoire de l'année avec l'as Xavier de Sévin. Jean Chaput devra attendre le 23 mars 1918 pour connaitre à nouveau le succès. Ce jour-là, il remporte un doublé, en abattant notamment l'as allemand Erich Thomas (en). En avril, il est nommé à la tête de l'Escadrille 57, et a reçu ses deux dernières victoires.
Le 6 mai 1918, Chaput est tué au combat à bord de son SPAD XIII par Hermann Becker (en).

## Ouvrages
- Jean Chaput (1918) ; Quelques lettres de Jean Chaput, Lieutenant pilote commandant l'escadrille « Spa 57 ». Paris : Tolmer, 1918. (OCLC 17597191)
- (en) Norman Franks, Over the front : a complete record of the fighter aces and units of the United States and French Air Services, 1914-1918, Londres, Grub Street, 1992 (ISBN 0-948817-54-2 et 978-0-948-81754-0, OCLC 28223455, lire en ligne)